# آناستاسیا مورکوکینا
آناستاسیا مورکوکینا (انگلیسی: Anastassia Morkovkina؛ زادهٔ ۶ آوریل ۱۹۸۱) بازیکن فوتبال اهل استونی است.
وی همچنین در تیم ملی فوتبال Estonia بازی کرده‌است.